# Billbergia morelii
Billbergia morelii är en gräsväxtart som beskrevs av Adolphe-Théodore Brongniart. Billbergia morelii ingår i släktet Billbergia och familjen Bromeliaceae. Inga underarter finns listade i Catalogue of Life.